# Olympische Sommerspiele 1972/Kanu – Zweier-Kajak 1000 m (Männer)
Der Wettkampf im Zweier-Kajak über 1000 Meter bei den Olympischen Sommerspielen 1972 wurde vom 5. bis 9. September auf der Regattastrecke Oberschleißheim ausgetragen.

## Ergebnisse

### Vorläufe

#### Vorlauf 1
| Rang | Athleten                              | Nation     | Zeit        |
| ---- | ------------------------------------- | ---------- | ----------- |
| 1    | József Deme János Rátkai              | Ungarn     | 3:41,63 min |
| 2    | Günther Pfaff Helmut Hediger          | Österreich | 3:43,34 min |
| 3    | Wassil Tschilingirow Alexandar Donkow | Bulgarien  | 3:45,06 min |
| 4    | Jens Sørensen Jørgen Andersen         | Dänemark   | 3:46,32 min |
| 5    | Jean-Pierre Cordebois Didier Niquet   | Frankreich | 3:52,12 min |
| 6    | Adrian Powell Graham Johnson          | Australien | 3:53,23 min |
| 7    | Herminio Menéndez José María Esteban  | Spanien    | 3:53,92 min |
| 8    | Edicto Gilbert Rogelio Chirino        | Kuba       | 3:57,41 min |
| 9    | Howard Watkins Brendan O’Connell      | Irland     | 3:59,04 min |

#### Vorlauf 2
| Rang | Athleten                            | Nation             | Zeit        |
| ---- | ----------------------------------- | ------------------ | ----------- |
| 1    | Rainer Kurth Alexander Slatnow      | DDR                | 3:46,05 min |
| 2    | Władysław Szuszkiewicz Rafał Piszcz | Polen              | 3:48,13 min |
| 3    | Paolo Malacarne Francesco De Santis | Italien            | 3:50,06 min |
| 4    | Denis Barré Jean Barré              | Kanada             | 3:51,30 min |
| 5    | Douglas Parnham Robert Avery        | Großbritannien     | 3:51,93 min |
| 6    | Berndt Andersson Bo Berglund        | Schweden           | 3:54,75 min |
| 7    | John Brosius Alan Whitney           | Vereinigte Staaten | 3:55,38 min |
| 8    | Ivan Ohmut Miloš Kralj              | Jugoslawien        | 4:23,20 min |

#### Vorlauf 3
| Rang | Athleten                                    | Nation         | Zeit        |
| ---- | ------------------------------------------- | -------------- | ----------- |
| 1    | Mikalaj Harbatschou Wiktor Kratassiuki      | Sowjetunion    | 3:42,18 min |
| 2    | Costel Coșniță Vasile Simioncenco           | Rumänien       | 3:43,33 min |
| 3    | Jürgen Riemenschneider Horst Mattern        | BR Deutschland | 3:45,78 min |
| 4    | Marc Moens Herman Naegels                   | Belgien        | 3:47,02 min |
| 5    | Donald Cooper Thomas Dooney                 | Neuseeland     | 3:56,48 min |
| 6    | Gilberto Soriano Horacio Flores             | Mexiko         | 4:03,99 min |
| 7    | Barthélemy Koffi Baugré Paul Gnamia M’Boule | Elfenbeinküste | 4:04,00 min |
|      | Terje Wesche Per Blom                       | Norwegen       | DSQ         |

### Hoffnungsläufe

#### Hoffnungslauf 1
| Rang | Athleten                             | Nation         | Zeit        |
| ---- | ------------------------------------ | -------------- | ----------- |
| 1    | Jens Sørensen Jørgen Andersen        | Dänemark       | 3:40,52 min |
| 2    | Herminio Menéndez José María Esteban | Spanien        | 3:40,54 min |
| 3    | Douglas Parnham Robert Avery         | Großbritannien | 3:40,65 min |
| 4    | Howard Watkins Brendan O’Connell     | Irland         | 3:45,18 min |
| 5    | Donald Cooper Thomas Dooney          | Neuseeland     | 3:45,65 min |
| 6    | Ivan Ohmut Miloš Kralj               | Jugoslawien    | 3:46,05 min |

#### Hoffnungslauf 2
| Rang | Athleten                                    | Nation             | Zeit        |
| ---- | ------------------------------------------- | ------------------ | ----------- |
| 1    | Adrian Powell Graham Johnson                | Australien         | 3:41,77 min |
| 2    | John Brosius Alan Whitney                   | Vereinigte Staaten | 3:47,91 min |
| 3    | Denis Barré Jean Barré                      | Kanada             | 3:49,48 min |
| 4    | Barthélemy Koffi Baugré Paul Gnamia M’Boule | Elfenbeinküste     | 3:54,03 min |

#### Hoffnungslauf 3
| Rang | Athleten                            | Nation     | Zeit        |
| ---- | ----------------------------------- | ---------- | ----------- |
| 1    | Jean-Pierre Cordebois Didier Niquet | Frankreich | 3:40,44 min |
| 2    | Marc Moens Herman Naegels           | Belgien    | 3:41,23 min |
| 3    | Berndt Andersson Bo Berglund        | Schweden   | 3:42,93 min |
| 4    | Edicto Gilbert Rogelio Chirino      | Kuba       | 3:44,15 min |
| 5    | Gilberto Soriano Horacio Flores     | Mexiko     | 3:50,61 min |

### Halbfinale

#### Halbfinale 1
| Rang | Athleten                             | Nation             | Zeit        |
| ---- | ------------------------------------ | ------------------ | ----------- |
| 1    | József Deme János Rátkai             | Ungarn             | 3:30,71 min |
| 2    | Władysław Szuszkiewicz Rafał Piszcz  | Polen              | 3:34,50 min |
| 3    | Jürgen Riemenschneider Horst Mattern | BR Deutschland     | 3:35,16 min |
| 4    | Jens Sørensen Jørgen Andersen        | Dänemark           | 3:38,61 min |
| 5    | Berndt Andersson Bo Berglund         | Schweden           | 3:41,64 min |
| 6    | John Brosius Alan Whitney            | Vereinigte Staaten | 3:46,43 min |

#### Halbfinale 2
| Rang | Athleten                              | Nation         | Zeit        |
| ---- | ------------------------------------- | -------------- | ----------- |
| 1    | Rainer Kurth Alexander Slatnow        | DDR            | 3:32,82 min |
| 2    | Costel Coșniță Vasile Simioncenco     | Rumänien       | 3:34,60 min |
| 3    | Wassil Tschilingirow Alexandar Donkow | Bulgarien      | 3:36,39 min |
| 4    | Adrian Powell Graham Johnson          | Australien     | 3:36,40 min |
| 5    | Douglas Parnham Robert Avery          | Großbritannien | 3:39,36 min |
| 6    | Marc Moens Herman Naegels             | Belgien        | 3:42,52 min |

#### Halbfinale 3
| Rang | Athleten                               | Nation      | Zeit        |
| ---- | -------------------------------------- | ----------- | ----------- |
| 1    | Mikalaj Harbatschou Wiktor Kratassiuki | Sowjetunion | 3:30,69 min |
| 2    | Günther Pfaff Helmut Hediger           | Österreich  | 3:34,09 min |
| 3    | Jean-Pierre Cordebois Didier Niquet    | Frankreich  | 3:35,21 min |
| 4    | Herminio Menéndez José María Esteban   | Spanien     | 3:35,46 min |
| 5    | Denis Barré Jean Barré                 | Kanada      | 3:38,56 min |
| 6    | Paolo Malacarne Francesco De Santis    | Italien     | 3:40,06 min |

### Finale
| Rang | Athleten                               | Nation         | Zeit        |
| ---- | -------------------------------------- | -------------- | ----------- |
| 1    | Mikalaj Harbatschou Wiktor Kratassiuki | Sowjetunion    | 3:31,23 min |
| 2    | József Deme János Rátkai               | Ungarn         | 3:32,00 min |
| 3    | Władysław Szuszkiewicz Rafał Piszcz    | Polen          | 3:33,83 min |
| 4    | Rainer Kurth Alexander Slatnow         | DDR            | 3:34,16 min |
| 5    | Costel Coșniță Vasile Simioncenco      | Rumänien       | 3:35,66 min |
| 6    | Jean-Pierre Cordebois Didier Niquet    | Frankreich     | 3:36,51 min |
| 7    | Günther Pfaff Helmut Hediger           | Österreich     | 3:36,61 min |
| 8    | Jürgen Riemenschneider Horst Mattern   | BR Deutschland | 3:38,67 min |
| 9    | Wassil Tschilingirow Alexandar Donkow  | Bulgarien      | 3:45,40 min |

## Weblink
- Ergebnisse in der Datenbank von Olympedia.org (englisch)